# Pseudancistrus yekuana
Pseudancistrus yekuana är en fiskart som beskrevs av Lujan, Armbruster och Sabaj Pérez 2007. Pseudancistrus yekuana ingår i släktet Pseudancistrus och familjen Loricariidae. Inga underarter finns listade i Catalogue of Life.